# Gaj (Gniezno)
Pour les articles homonymes, voir Gaj.
Gaj (prononciation : [ɡai̯]) est un village polonais de la gmina de Witkowo dans le powiat de Gniezno de la voïvodie de Grande-Pologne dans le centre-ouest de la Pologne.
Il se situe à environ 8 kilomètres au nord de Witkowo (siège de la gmina), à 16 kilomètres à l'est de Gniezno (siège du powiat) et à 63 kilomètres à l'est de Poznań (capitale régionale).

## Histoire
De 1975 à 1998, le village faisait partie du territoire de la voïvodie de Konin.

Depuis 1999, Gaj est situé dans la voïvodie de Grande-Pologne.